# Mào (động vật)

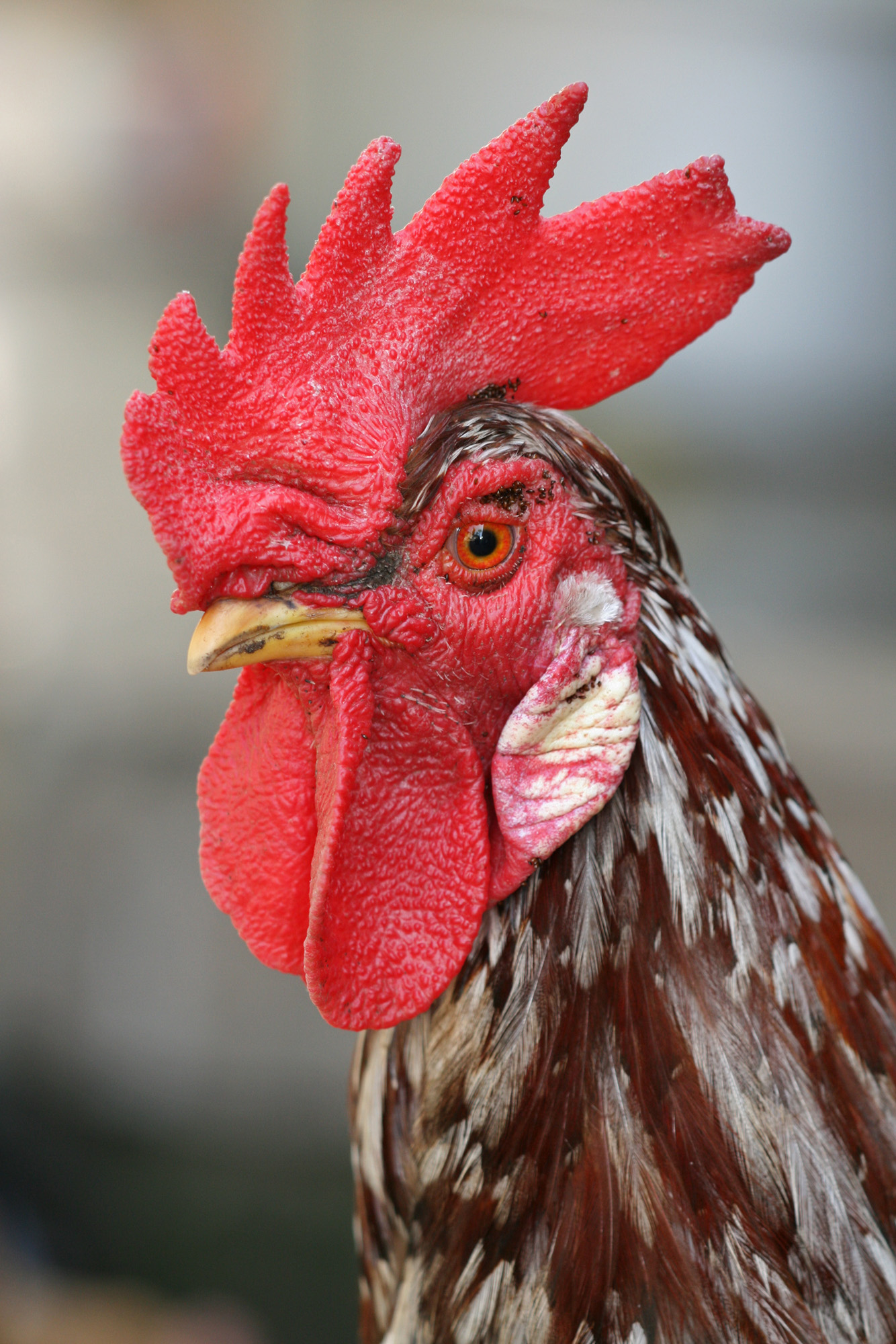
Một con gà trống với cái mồng lớn

Mồng hay mào là phần thịt nằm trên đỉnh đầu gà có màu đỏ, đây là một cấu trúc cơ thể đặc trưng của một số loài điểu cầm trong bộ Gà (Galliformes) như gà rừng, gà nhà, gà tây, trĩ, chúng có phổ biến ở các giống gà nên được gọi là mồng gà hay mào gà. Cấu trúc của mồng là một tấm thịt mỏng, nhẵn nhụi, mềm, kéo dài từ gốc mỏ cho đến đỉnh đầu. Đỉnh mào thường bao gồm nhiều gai thường năm hay sáu gai hoặc chóp, trong đó, mồng gà trống to hơn mồng gà mái, nó là loại mồng phổ biến nhất và thường được thấy ở gà. Gà nhà có tên khoa học là Gallus gallus domesticus mà theo tiếng Latin, "gallus" nghĩa là mồng gà.

## Chức năng
Mồng gà có công dụng giải nhiệt cho gà vì chúng không thể xuất mồ hôi để giải nhiệt, gà giải nhiệt bằng cách làm mát dòng máu chảy qua mồng và tích gà có thể giải nhiệt khi thời tiết nóng nực. Mồng lớn để hấp dẫn gà mái do gà có thể nhận biết màu sắc và thích màu đỏ. Mồng cũng thể hiện sức khỏe của gà. Nếu nó xuất hiện nhạt hay đậm hơn bình thường hoặc có vẻ nhăn nhúm hay xiêu vẹo, thì đó thường là dấu hiệu gà bị bệnh. Mồng tốt là dấu hiệu gà khỏe, mồng đỏ tươi ở gà mái tơ thường có nghĩa gà sắp đẻ trứng. Mồng được sử dụng vào mục đích từ thể hiện sức khỏe, độ sung mãn, chức năng giải nhiệt, và mang lại giá trị thẩm mỹ cho gà với một cái mồng to, đỏ tươi. 

## Các dạng
Có khá kiểu mồng gà và một giống gà có nhiều kiểu mồng, thường là màu đỏ, màu tím xuất hiện ở các giống như gà Sumatra, Modern Game (màu birchen và brown red) và gà ác (silkie), màu đỏ tím ở giống gà vảy cá (Seabright). Hiệp hội Gia cầm Mỹ (APA) công nhận hàng hoạt kiểu mồng bao gồm mồng vua (buttercup), mồng trích (cushion), mồng dâu (pea), mồng trà (rose), mồng lá (single), mồng đậu (strawberry), mồng chạc (V-shaped) và mồng óc (walnut). 

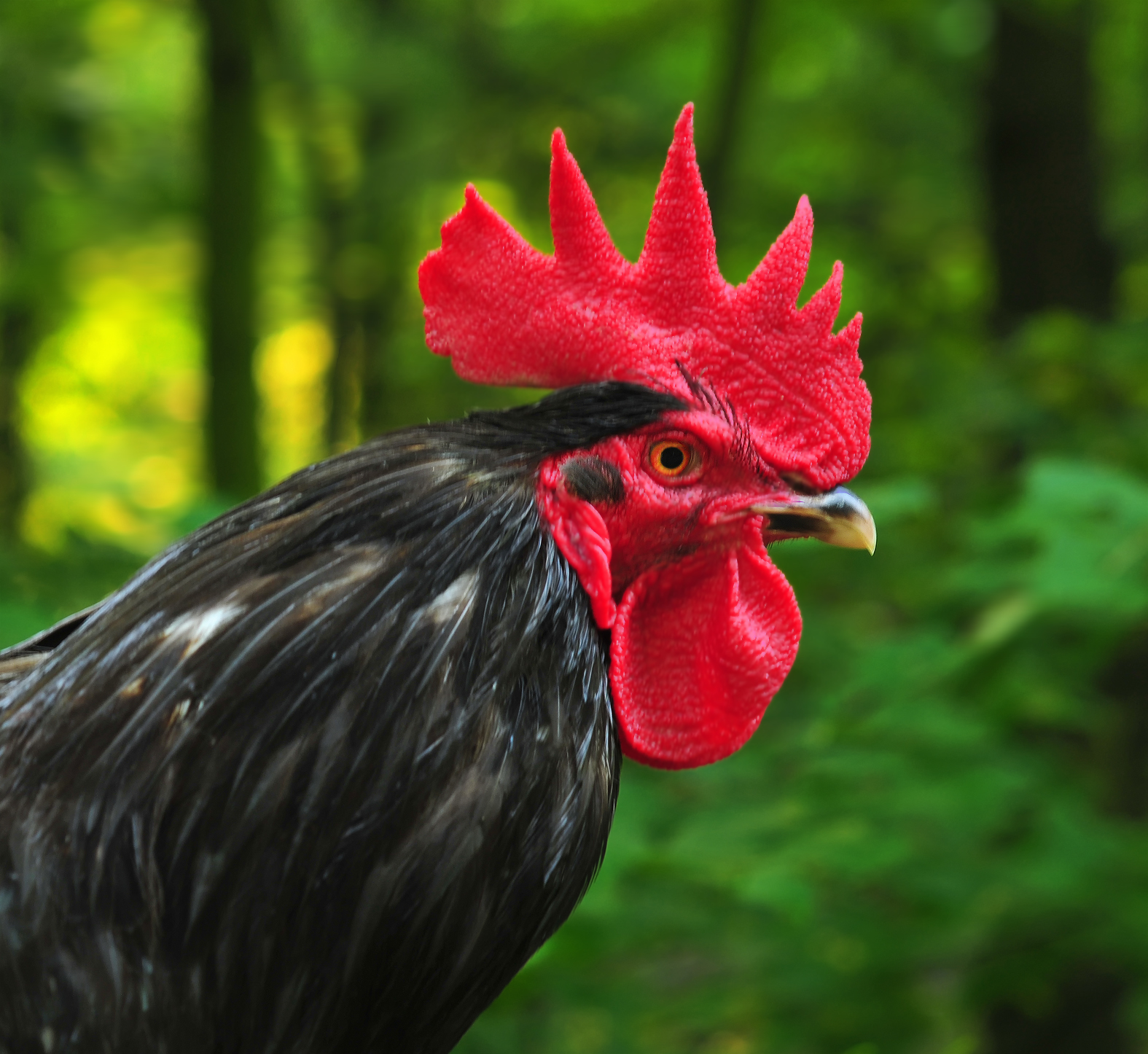
Mồng lá

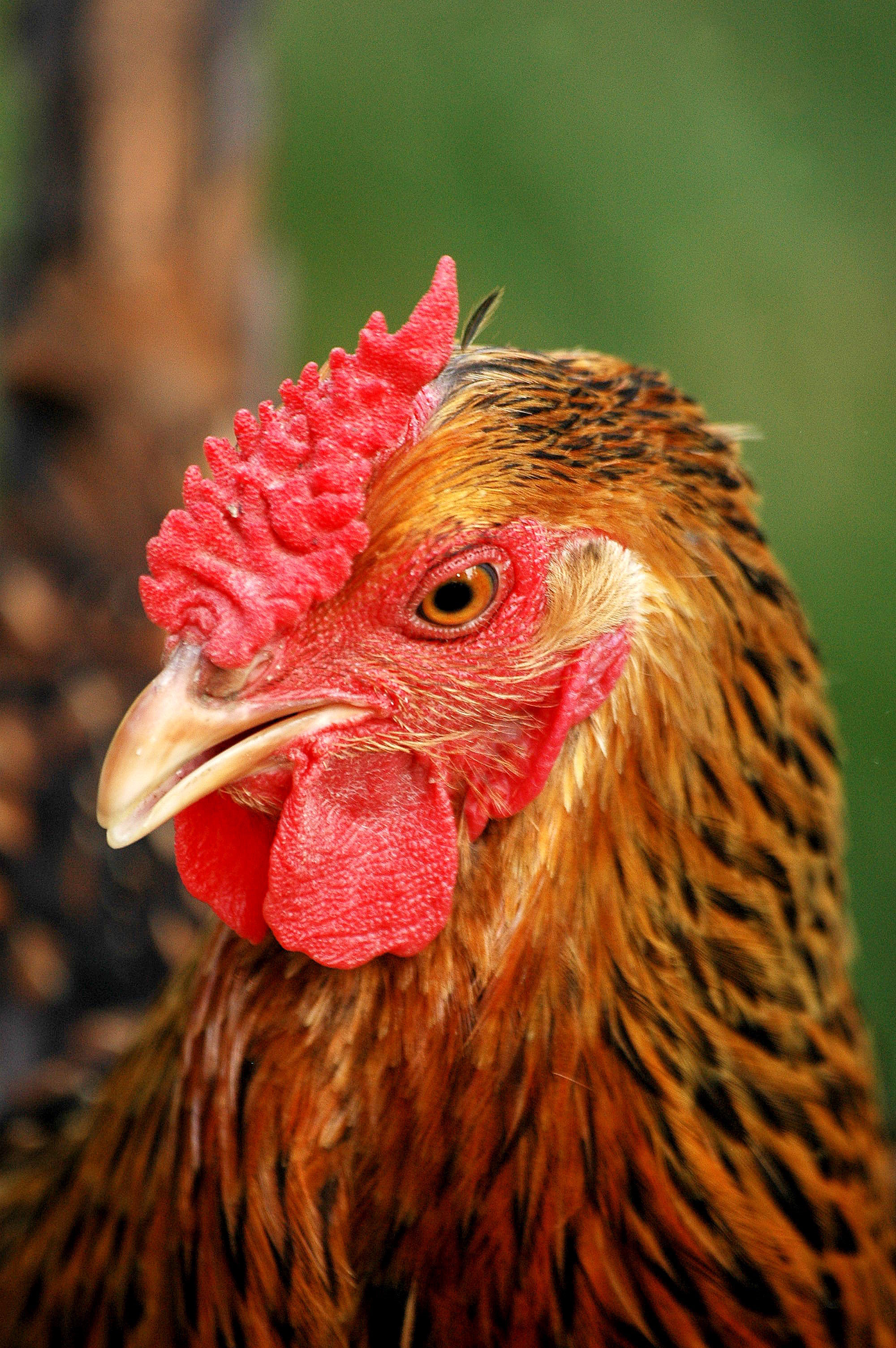
Mồng trà

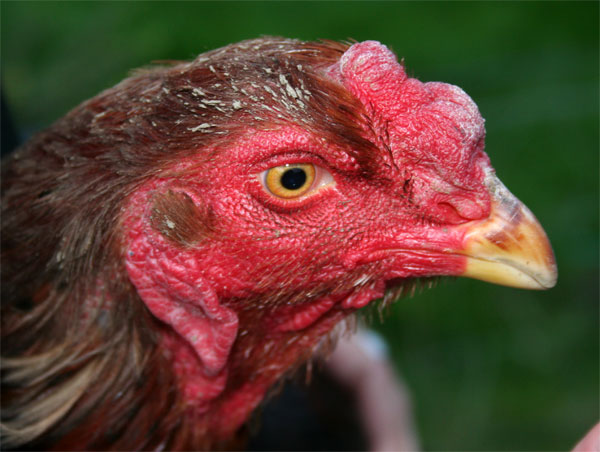
Mồng dâu

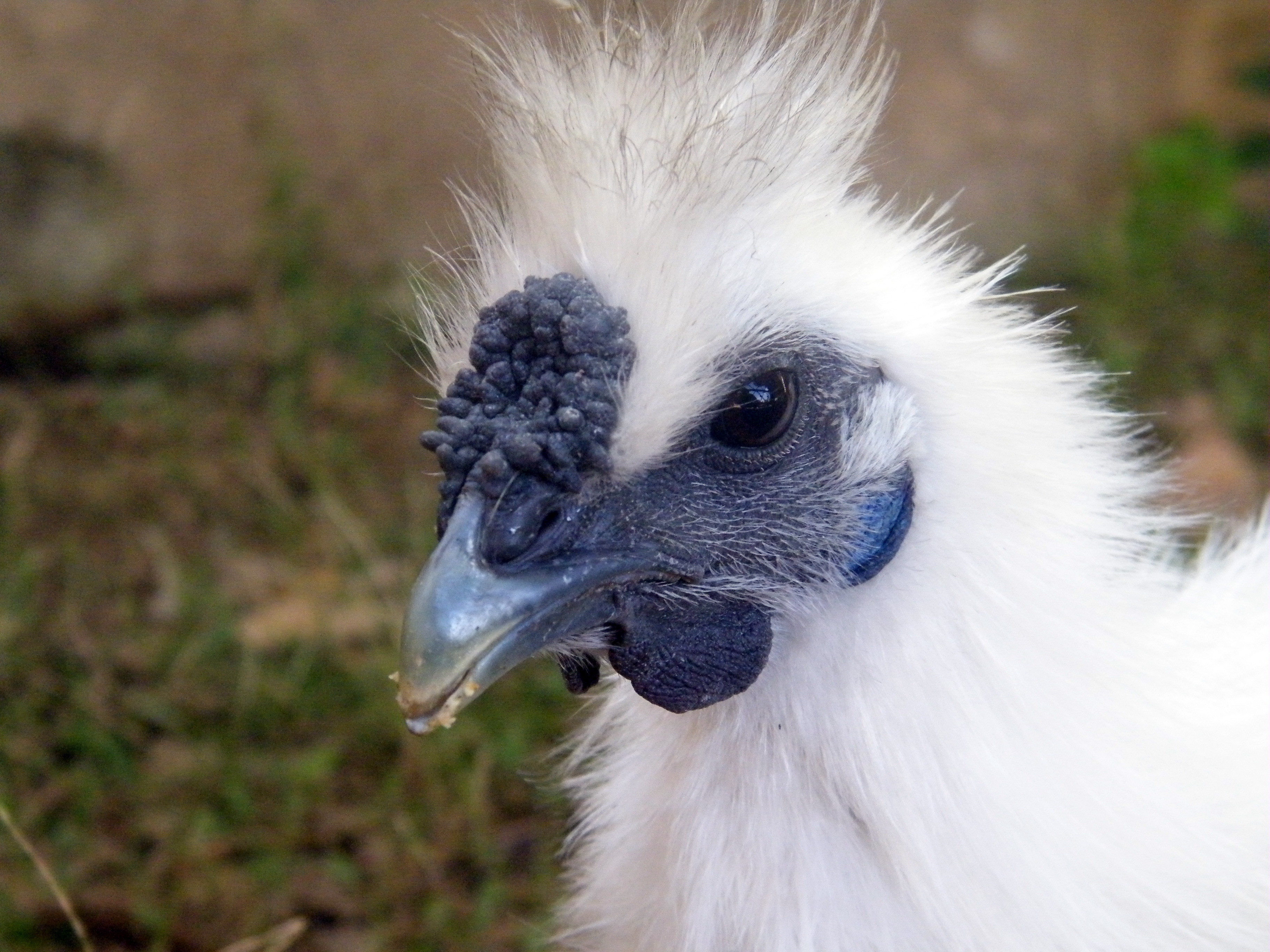
Lông xù

- Mồng lá hay mồng đơn (single): Tương đối mỏng, phần thịt nhẵn nhụi và mềm, gốc mồng kéo dài từ mỏ cho đến đỉnh đầu, phần trên cùng bao gồm từ 5 đến 6 gai mồng hay chóp, chóp chính giữa cao nhất so với các chóp phía trước hay sau, tạo thành hình nửa o-van khi nhìn tổng thể. Mồng phải luôn dựng thẳng, mồng gà trống to và dày hơn mồng gà mái, mồng gà mái có thể thẳng hay siêu vẹo tùy giống gà. Mồng được chia làm 3 phần: trước, giữa và sau hay lưỡi mồng, tức phần kéo dài ở sau đầu.
- Mồng trà hay mồng hoa (rose): mồng đặc, rộng, gần như bằng phẳng trên nóc, ít thịt, phần cuối có chỏm kéo dài, mà nó có thể ngóc lên như ở giống Hamburg; gần như nằm ngang như ở giống gà Rosecomb, gà Leghorn, hay cong theo dáng đầu như ở giống gà Wyandotte. Mặt trên ở phần chính phải hơi phồng và lởm chởm những gai tròn nhỏ. Hình dáng thay đổi tùy giống gà. Mồng trà vốn được gọi là "mồng đôi" (double comb) để phân biệt với "mồng đơn" (single comb, tức mồng lá) của những giống gà khác.
- Mồng dâu (pea): mồng thấp, độ dài trung bình, đỉnh đầu có ba khía, khía chính giữa hơi cao hơn hai bên, đỉnh khía hoặc trơn lỳ hoặc có gai nhỏ; đặc điểm này được tìm thấy ở các giống gà Ameraucana, gà Brahma, gà Buckeyes, gà Cornish, gà Cubalaya và gà Sumatra.
- Mồng chạc (V-shaped): mồng có hai nhánh, giống như sừng nối với nhau ở gốc chẳng hạn như gà Houdan, gà Ba Lan (Polish), gà Crevecoeur, gà La Fleche và gà Sultan. Chiếc mào hình chữ V của gà La Flèche khiến chúng được mệnh danh là "đầu quỷ". Còn gà Ba Lan Đây là loài gà có chiếc mào khổng lồ, là một trong những giống gà đẹp nhất trong thế giới loài gà với chiếc mào khổng lồ này. Chúng có tính trội so với mồng vua.
- Mồng trích (cushion): dạng mồng thấp, gọn và tương đối nhỏ, nó phải thật nhẵn nhụi, không lồi lõm hay có gai và không phát triển quá phần đỉnh đầu. Giống gà Chantecler có dạng mồng trích (cushion) hoàn hảo, rất thích hợp với xứ lạnh.
- Mồng vua (buttercup): bao gồm một lưỡi mồng mọc từ giao điểm giữa đầu và mỏ, và hơi ngả về sau thành hình cái vương miện, nằm ngay chính giữa đỉnh đầu. Vành của vương miện được chia đều bởi các chóp và kết thúc ở phía sau. Chóp mọc từ giữa vương miện là lỗi. Chúng thuộc về một gien xuất hiện khi gà mang một alen trội
- Mồng đậu hay mồng dâu (strawberry): dạng mồng thấp, gọn và tròn trĩnh, ngả nhiều về trước và phần sau không vượt quá giữa đỉnh đầu.
- Mồng ác (silkie): gần như tròn, đôi khi phồng, chiều rộng lớn hơn chiều dài; đỉnh gấp nếp xen ngang bởi răng cưa nhỏ, lởm chởm ở phần trước và giữa mồng. Đôi khi, có hai hay ba chóp nhỏ phía sau bị mào che, đôi khi không có chóp nào. Nhìn chung, về mặt di truyền đây là kiểu mồng trà (rosecomb) kết hợp với mào (crest).
- Mồng óc (walnut): dạng mồng đặc, tương đối rộng hình thành từ sự kết hợp của hai alen trội gồm alen mồng trà (R) và alen mồng dâu (P) với bề mặt gấp nếp trông giống như hạt óc chó (walnut).

Gà đá thường có các mồng, được gọi như sau: 
- Mồng dâu: Không nhỏ, không to, vừa chia làm ba cạnh, mồng này rất ngay, có nhiều đốm nhỏ.
- Mồng lá: Mồng gà này to bản chỉ "thiên" nhìn cũng đẹp mắt, mồng gà bắt đầu từ mỏ, cao lần lần rồi chỉ thiên, hay chỉ về phía sau đuôi.
- Mồng cốt: Mồng này có hai loại, giống như mồng con chim trích, khác là có lỗ "xoáy" nằm sát mỏ là tốt, nếu gặp gà mồng có xoáy trên đỉnh ót thì không chọn nuôi
- Mồng trích: Mồng này giống như mồng chim trích, mồng chỉ thẳng lên trời là mồng tốt.
- Mồng hoa sung: Mồng này nhăn nheo như một cánh hoa xếp lại thành nhiều cánh cho loại mồng nhỏ rất tốt.
- Mồng voi: Còn có tên là mồng "tróc" có hình tam giác dựng đứng, thẳng đẹp mã hơn mồng hoa sung, mồng voi chỉ thẳng lên trời, mồng nhọn tăng thêm vẻ đẹp cho gà, người ta còn gọi là "mồng chỉ thiên".

Gà Việt Nam thường phân làm 4 dạng mồng chính bao gồm: mồng dâu, mồng trích, mồng trà và mồng lá. Do quá trình lai tuyển chọn, gà đòn hay gà nòi đòn hầu như chỉ có dạng mồng dâu, gà cựa hay gà nòi lông ngoài mồng dâu còn có thêm mồng lá nhờ lai với gà chọi Mỹ. Những dạng mồng khác như mồng trà, mồng trích, mồng vua là các dạng mồng của gà kiểng, gà thịt. Yêu cầu của mồng gà đá phải dựng đứng, thẳng gọn gàng, tránh tình trạng nghiêng về một bên, nếu có nghiêng thì nghiêng qua trái thì thuận hơn, nghiêng về bên nào cũng làm cản trở mắt gà khi ra đá, dễ sơ hở bị đốì thủ đá mù mắt, những con gà có mồng nghiêng ưa bị mờ mắt hay đui, hoặc mắt cũng bị yếu đi một bên.

## Di truyền

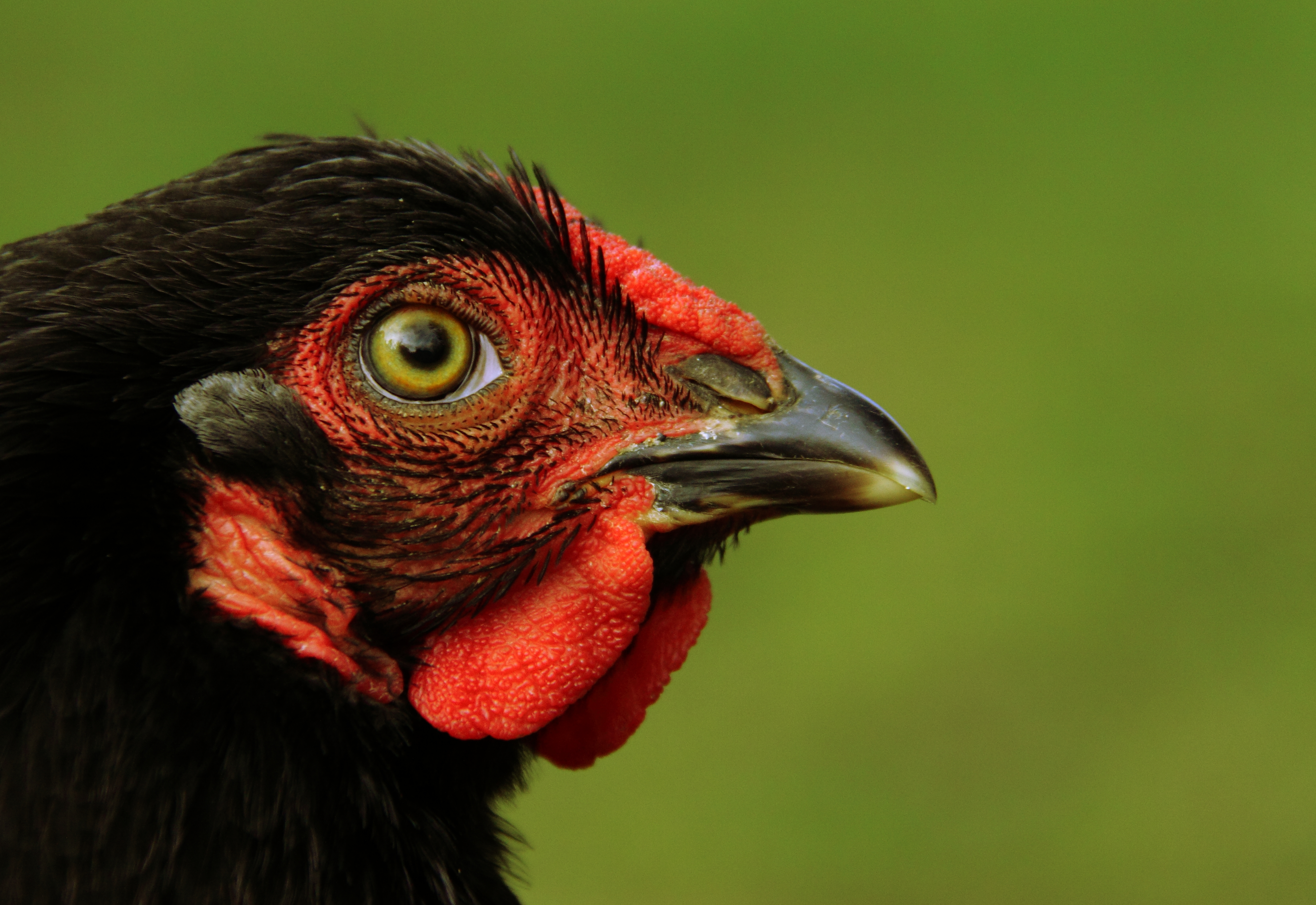
Mồng gà mái

Mồng thường là đặc điểm để nhận dạng các giống gà khác nhau, như mồng vua là đặc điểm của giống gà Buttercup và mồng óc là đặc điểm độc đáo của giống gà ác (Silkie). Ở một số giống gà như gà Lơ-go (Leghorn) và gà Rhode Đỏ, có cả các biến thể mồng lá lẫn mồng trà. Hơn nữa, màu của mồng biến thiên từ đỏ tươi cho đến tím, cũng tùy vào mỗi giống gà. Mồng gà được quy định bởi hai cặp nhiễm sắc thể, bao gồm 4 alen:
- P: mồng dâu trội
- p: mồng dâu lặn
- R: mồng trà trội
- r: mồng trà lặn

Gà con sẽ nhận: 2 alen từ gà bố và 2 alen từ gà mẹ:
- Lai mồng lá x mồng lá sẽ thu được 100% mồng lá.
- Lai mồng trà x mồng lá hoặc mồng trà x mồng trà thì sẽ thu được ít nhất 50% mồng trà (số còn lại là mồng lá).
- Lai mồng dâu x mồng lá hoặc mồng dâu x mồng dâu thì sẽ thu được ít nhất 50% mồng dâu (số còn lại là mồng lá).
- Lai mồng dâu x mồng trà sẽ thu được ít nhất 25% mồng trích.
- Lai mồng trích x mồng lá sẽ thu được ít nhất 25% mồng trích.
- Lai mồng trích x mồng dâu hoặc mồng trích x mồng trà sẽ thu được ít nhất 37,5% mồng trích.
- Lai mồng trích x mồng trích sẽ thu được ít nhất 56,25% mồng trích.

Ở nhiều giống gà, việc phát hiện và loại bỏ gà trống RR không dễ dàng. Nếu lai với gà mái mồng lá (rr) mà cho ra 100% gà con mồng trà. Alen mồng dâu P ảnh hưởng đến kích thước của tích. Gà có hai alen PP thì tích nhỏ, mồng thấp bé, Pp: tích vừa, mồng cao; pp: tích to (tức bình thường), mồng to. Alen mồng dâu P cũng ảnh hưởng đến sụn lườn (breast ridge). Gà không có gien mồng dâu (pp) sẽ thiếu sụn hai bên lườn. Lai mồng trích với bất kỳ dạng mồng nào đều thu được một tỷ lệ mồng trích nhất định, lai mồng dâu với mồng trà cũng thu được mồng trích. Mồng trích có nhiều kiểu gien cần chọn là PP,Rr (tích nhỏ, sinh sản tốt).